# 愛花みちる
美丘 さとみ（みおか さとみ、1994年1月17日 - ）は、日本のAV女優。ティーパワーズ所属。2022年2月6日、自身のTwitterで美丘 さとみ（みおか さとみ）への改名とLIGHTへの移籍を報告。

## 略歴・人物
北海道出身。
2017年5月、SODクリエイトのレーベル“本物人妻”の専属女優「立花優花（たちばな ゆうか）」としてAVデビュー。
デビュー作以降は一部を除き「愛花みちる」として出演している。
2022年2月6日、自身のTwitterにてLIGHTに移籍し、「美丘さとみ」に改名した事を発表。
2023年5月22日週FANZA動画フロアランキングにて、出演した『BAZOOKA 冬の大感謝セール コスパ最強ノーカットベスト爆乳限定2749分』（BAZOOKA）が1位を記録。
Instagramでは投稿は行っていないが、ストーリーズを見ることが出来る。

## 作品

### アダルトビデオ
- 投稿サイトで自らスケベな姿を晒して興奮していた人妻 立花 優花 27歳 AV DEBUT（5月18日、SODクリエイト）
- 実在した！ナンパのプロ！セックスのプロ！数多の女を落としてきた伝説の寝取り屋がアナタの彼女をナンパ浮気調査！彼氏は車中で一部始終をモニタリング！目隠しプレイの合図で浮気現場に潜入！！（7月2日、ナンパJAPAN）
- 頑なにAV出演を拒んでいた行きつけの喫茶店のウェイトレスのMちゃんを口説いて撮影に成功。そして勝手に発売！！（7月14日、S級素人）
- ナンパJAPAN検証企画！「中年男性の悩みや相談を聞くバイトをしませんか？」街行くJKがお金と人助けの為に密室で勃起不全オジ様を慰める女子校生EDカウンセリングに挑戦！即・フル勃起しちゃう直立チ●ポを見たら嬉しくてSEXまでしちゃうのか！？（8月5日、ナンパJAPAN）
- イケメン間男と愛妻の盗撮ハメ撮りコレクションVol.1（8月11日、ナンパJAPAN）
- 相席居酒屋でナンパした仲良し2人組をお持ち帰り。コソコソHしていると隣の部屋にいるガードの堅い女友達はヤラせてくれるか 其の20（8月26日、変態紳士倶楽部）
- Michiru 弾けて、完熟ボディ！ 愛花みちる（9月7日、REbecca）
- もしも巨チンの僕が新人ADとして美人巨乳女子アナだらけのTV局アナウンス室に派遣されたら…美咲かんな 霧島さくら 愛花みちる 里美まゆ（9月8日、BAZOOKA）
- 熊●県にある超高級会員制ソープランドで発掘！ドMご奉仕の天才 No.1泡姫あおい（仮）AV出ちゃいました！（9月9日、乱丸）
- マゾ泡姫がおもてなし最高級ドMソープランド 愛花みちる（9月14日、えむっ娘ラボ）
- 三十路サラリーマンのシロウト人妻喰い漁りドキュメント！！ 清楚な仮面をかぶった性豪女 超ガードの堅い巨乳人妻を自宅に連れ込み隠し撮り！！あの手この手で口説き落として自慢の巨根を挿入したら超絶倫のケダモノ女に豹変！！（10月14日、マドンナ）
- 「カップル限定」マジックミラー号の中で、自慢の彼女を「寝とって」真正中出し！ 15 超豪華版！！ 撮り下ろし6人＋シリーズ歴代人気美女12人（中出し合計32発）総集編付き8時間（10月19日、SODクリエイト）
- ヤレる人妻回春マッサージ17 中出し交渉盗撮（10月28日、変態紳士倶楽部）
- 都内某所のオナクラで従順そうな可愛い女の子ばかりを狙い店員や他の客にバレないように口説いてフェラしてもらい盗撮メガネで隠し撮りした件。（10月28日、変態紳士倶楽部）
- マジックミラー号 「実は膣内でイケないんです…」心優しい現役ナースさんがマ○コで射精することの出来ない男性を真正中出しでお悩み解決！！3（11月2日、SODクリエイト）
- 人妻ナンパ中出しイカセ 25 日本橋編（11月10日、ホットエンターテイメント）
- 【#エロい人妻と繋がりたい】街で声かけた奥さんをバイブ付きロデオマシーンにRide ON！むっちり巨乳人妻よしみさん→清楚系だが胸が主張的→夫に女として見られてない事がお悩み→久しぶりにマ○コをほじくられイキまくり！→トロ～リ顔のエロフェラ発動！→チ○コを締め付けて離さないスケベマ○コ妻#人妻ロデオ#巨乳#夫に内緒（11月14日、プレステージプレミアム）
- さなえさん(28歳) キュートな中にエレガントさのある奥様。出来れば毎日したいといういう欲求不満な膣奥をバックでガン突きされて痙攣イキ！！連続アクメで痺れながらも男に目で更なるピストンを懇願！（11月16日、エチケット）
- 下半身タッチNGのセクキャバで体験入店の女子ばかりを言葉巧みにオトし本番中出しする悪徳客の実態を捉えた！2（11月23日、変態紳士倶楽部）
- 「あそこの形が丸わかり！？」こっちが恥ずかしくなるぐらいハッキリわかる食い込みをさらけ出すピチピチレギンス女子のマン筋を見てしまい…（12月1日、プレステージ）
- ミッドナイト×スクランブル‐大学生活最後のゼミ合宿‐（12月7日、SILK LABO）
- 【ガチな素人】まおさん (23)（12月15日、E★ナンパDX）
- 突然背後からねっとり乳揉みされ嫌がりながらも発情快楽堕ち！胸を揉みしだかれ体をよじらせ連続胸イキする巨乳敏感乳首美女！（12月15日、プレステージ）
- 奇跡のトリプル緊縛解禁！縄奴●の門 奴●市場（12月17日、バミューダ/妄想族）
- ガチナンパ！IN仙台！純情素人お嬢さん初めてのセルフイラマチオ！デカチン童貞くんのお悩みを解消してくれませんか？全員SEX！（12月18日、ピーターズ）
- 人妻寸止めガチイキ絶頂ドキュメント FILE12（12月21日、F＆A）
- 続・マジックミラー号 ミラー号から降りてきた素人女性をま○こが乾く前にスタッフが再ナンパ！民宿に連れ込みSEXした盗撮映像 水着美女編（12月21日、SODクリエイト）

- 【超エロ デ ゴメンネ！】ガールズバーで働く女の子にインタビュー！なつき(22)→優しくされたらすぐ好きになっちゃうらしいチョロ過ぎEカップむちむちお姉さん！→インタビュー中もお酒をガブ飲み…ｗｗ段々酔っ払ってきたのかうっとりした顔でスタッフの身体をさわさわ…優しく抱きしめてあげたら「ヤリたくなっちゃった」！？本当にチョロ過ぎます！ｗｗ（1月3日、プレステージプレミアム）
- 僕らの性欲をまるごと飲み干す！爆乳ごっくん女教師 優月まりな（1月7日、Fitch）
- お隣さんもそのお隣さんも欲求不満の人妻ばかり！！巨乳まみれの毎日ヤリまくりマンション（1月12日、BAZOOKA）
- みちる（1月13日、俺の素人）
- ビジネスホテルで女上司と二人きり 甘えん坊のフリをして母性本能をくすぐって合体！（1月25日、F＆A）
- 酔いつぶれた近所の人妻を場末のラブホに連れ込み夜●い（1月25日、F＆A）
- 弟が大好きな女子大生が終電を逃したふりをして、初めてのラブホテルお泊りで童貞弟を誘惑 成熟した姉の裸に触れた弟はコンドームなしのエッチな状況に火が付き禁断の近親相姦をしてしまう！？（1月25日、SODクリエイト）
- お昼休憩中のナース達に生中出し（1月26日、メディアステーション）
- 清楚な奥様の顔が歪むディルドロデオマシーン体験！！マ○コの奥で暴れるディルドに止まらない連続絶頂！！もっとイキ続けたい奥様は本物生チ○ポにも乗っかっちゃう！？（1月26日、プレステージ）
- 妻の友人に浴室で密着されすぎて、息も出来ない…。（2月8日、F＆A）
- ふっくらしたお尻とぷっくりま○こに食い込み匂い立つパンティ 2（2月8日、アロマ企画）
- このたびウチの妻（28）がパート先のバイト君（20）にねとられました…→くやしいのでそのままAV発売お願いします。（NKKD-068）（2月10日、JET映像）
- みちる（2月16日、童貞くん大好きっ！）
- 下乳とパンチラ挑発コレクション2（2月20日、アロマ企画）
- お姉さんの爆乳が卑猥過ぎて秒殺で悩殺！！ 愛花みちる（3月4日、unfinished）
- 年下大好きお姉さんの挑発課外授業（3月8日、アロマ企画）
- 街角シロウトナンパ！vol.02〜ガールズバー編〜（3月9日、プレステージ）
- ママシ●タ実話 愛花みちる（3月14日、グローリークエスト）
- 女子校同窓会レズビアンNTR 大好きな今カノの目の前で最低元同級生女友達に寝取られた一部始終。（3月31日、ムーディーズ）
- ヤリマンお姉さんがアダルトショップにわざと間違えて入ってきた！狭い店内でパンチラ見せつけ、勃起したチ○ポに尻を押し付け何度も寸止めしてくるんです。興奮したパンティの中は信じられないくらいに濡れていて僕のチ○ポはあっさり呑みこまれました。（4月12日、SWITCH）
- 痴女っ娘No.1決定戦 M男くんいじりグランプリ（4月12日、SODクリエイト）
- 壁！机！椅子！から飛び出る生チ○ポが人気の進学校 『都立しゃぶりながら●校』卒業〜my graduation〜 feat.戸田真琴（4月12日、SODクリエイト）
- 妊活ヨガ教室にうっかり入会！ 子種を求める爆乳妻に密着されるハーレム中出しレッスン（4月28日、Fitch）
- 老働者に輪●され性奴●と化す巨乳未亡人 愛花みちる（5月16日、グローリークエスト）
- 巨大マラ中出し破壊 黒人生姦 愛花みちる（5月18日、バミューダ/妄想族）
- フェラチオ女学院 桃尻組（5月20日、アロマ企画）
- michiru 巨乳（6月1日、S-CUTE）
- 夫の知らない淫らな愛妻 派遣先で妻が抱かれているようです…。 愛花みちる（6月10日、アクアモール/エマニエル）
- 近親妊姦 〜夫に内緒で義父と妊活情事をくりかえす嫁 V〜 愛花みちる（6月16日、クリスタル映像）
- デカ乳輪おっぱい本気MAX8SEX（7月15日、エンペラー/妄想族）
- 欲求不満なパートの奥さんたちはいつでも発情中で新人君の勃起チ○ポを狙ってる！3 ファミレス編（7月18日、グローリークエスト）
- 緊縛隷夫人 淫らな女に美肉調教（7月26日、ビッグモーカル）
- あい＆わかな（8月7日、E★レズDX）
- おちんちんを前にすると燃えるタイプ。自分で腰振って、ビクビク感じて、何度もイっちゃう女の子（8月12日、S-Cute）
- SEXの温度 美乳な美少女のぬくもりを感じるエッチ（8月26日、S-Cute）
- michiru (24) S-Cute 美尻（9月12日、S-CUTE）
- 巨乳中出し奴●ソープに堕ちた女 絶対服従の巨乳湯屋（9月28日、レアル・ワークス）
- 「あっ！ナマで入っちゃった！」オイル素股でマ○コにチ○ポを擦りつけてたら気持ち良すぎてヌルッと生挿入！！中出しSEXまでヤッちゃったデリヘル嬢たち3（10月17日、グローリークエスト）
- 巨乳縛り 縛られた極上の巨乳女たち！（10月27日、プレステージ）
- 舐めて焦らして生殺し！寸止めフェラチオ天国！！（10月31日、グローリークエスト）
- 夜●い 真夜中に寝ている夫の隣で中出しされる人妻4（11月14日、グローリークエスト）
- みちる（11月22日、やり好き縄女）
- 絶頂中出しピストン騎乗位（12月5日、グローリークエスト）

- 牢獄の薔薇夫人 完全な屈服と観念（4月5日、九龍）
- 黒人に犯●れた人妻 「あなた…許して！」（8月8日、九龍）
- ＃3 Michiru 愛花みちる（11月27日、RING TREE）
- 膣圧で精子を搾り取るもの凄い騎乗位（12月4日、グローリークエスト）

- ぴったり密着！どっぷり中出し！生中懇願オマ○コ種付けSEX！（2月19日、グローリークエスト）
- 近親妊姦〜夫に内緒で義父と妊活情事をくりかえす嫁 5人4時間（4月2日、クリスタル映像）
- 巨チン姦 大きすぎる！（4月10日、レアル・ワークス）
- 社長の息子のHな社会科見学5 愛花みちる/若宮はずき/葉月りの（9月17日、グローリークエスト）
- 「えっ！キスしてる？」「胸揉んでない？」女子同士で発情している現場を目撃したらチ○ポを求められる「生きててよかった！」奇跡の3P展開に！？（11月6日、Hunter）
- 顔出しMM号 美人妻限定 ザ・マジックミラー 清楚な奥様が初めてのパンスト履きっぱなしイキ潮体験！ 2 濡れシミができるほどパンストの中で手マンされ連続イキ漏らししたご無沙汰オマ○コに旦那よりも大きいデカチン挿入！！ in池袋（11月6日、ディープス）
- 三世代近親相姦IV（11月18日、グローリークエスト）
- 温泉旅館で監禁され…媚薬と熟練テクで愛液ダダ漏れイキ狂う堕ちた貞淑妻 愛花みちる（11月20日、人妻花園劇場）
- バイト先で出会った欲求不満若妻と一人暮らしのアパートでヤリまくり。まだキスしかしていない二人。旦那に嘘をついて初めてのお泊り。初めての…（12月5日、Hunter）
- ミチル（12月7日、俺の素人）
- 圧倒的没入主観！ 男を拘束×杭打ち騎乗位×連続イキ 魅惑の騎乗位ロデオ痴女（12月11日、BAZOOKA）
- 『ダメ起きないで！まだまだイキ足りないの…もっとイカせて…』目を覚ましたら超真面目な女上司がボクの上で騎乗位で狂ったように勝手にイキまくり（12月31日、Hunter）

- カフェで働くお姉さんたちがとにかくエロい！男性スタッフはボクだけという最高の職場環境で超モテまくり！（1月16日、Hunter）
- （ノーブラ＋ぴったりニット）×巨乳家庭教師=力の限りおっぱい揉みしだいていいってことですよね！？ちょっと地味だけど優しい家庭教師の先生に…（1月16日、Hunter）
- Mさん（2月11日、ゲリラ）
- ノーパンノーブラの無防備な格好でゴミ出ししている人妻が童貞の僕の視線に気づいたのかわざと胸＆マ●コをチラつかせてくる！チラつかせてくるだけでなくまさかの「興奮した…？もっと見たい…？」と誘惑してきて… 3（2月12日、スクープ）
- ベロちゅうしながら私のねばとろ唾液でチ○ポしごかれたいの？（3月3日、グローリークエスト）
- 全裸おっぱいホスピタル 巨乳を駆使して身体の悪いところをチェック！全裸ナースの1泊2日ハレンチおち●ぽ検診（3月12日、ケイ・エム・プロデュース）
- 人妻愛人願望 愛花みちる（3月13日、バルタン）
- 夫婦で挑戦！辻井ほのかの凄テクで夫が2回イカされたら妻が寝取られナマ中出しSEX！（3月13日、はじめ企画）
- 母のママ友たちとAV鑑賞する事になってしまった童貞のボク。AVを初めて見たママ友たちは発情して『AVみたいなエッチがしたい』とまさかの大乱交（3月18日、Hunter）
- 地味姉がぴったりニットワンピ＆Tバックでエロ過ぎる大人の女性に変貌！ムラムラが我慢できず強引に挿入＆何度も中出しした結果…（4月2日、Hunter）
- 家事代行おばさんのピタパン尻に我慢できずにバックからねじ込むデカチン即ハメ！ 10 「旦那がいるから…」断られても強引にイカせるイケメンの高速ピストン口説きSEXを完全収録！！魅惑の若チ○ポに心奪われたデカ尻妻が旦那では味わえない連続絶頂合計49回！（4月14日、ディープス）
- heal〜憧れの上司の温もりに抱かれて〜（5月6日、ムラっch）
- 【奇跡】デリヘル呼んだら地元の巨乳な友達で非常においしい思いをした件！！6（5月8日、BAZOOKA）
- みちるちゃん（5月13日、俺の素人）
- 僕の家庭教師が「分からないと思ったのにな。バレちゃったか」と巨乳なのにノーブラぴったりニット姿なので気になって仕方ない！我慢出来なくなって顔を埋めて揉みまくったら顔を赤らめて抵抗しないので子宮の奥に溜め込んだザーメンをブチまけちゃいました！（5月20日、アイエナジー）
- 個人撮影の実態。〜イケメンフォトグラファーにされるがまま『のせられ・脱がされ・ハメられる』スケベすぎたグラドル志望の女。〜（5月20日、カゲキっch）
- 「起きちゃった？お願いこのまま挿れさせて今日だけ…」3年以上セックスしていない超欲求不満の巨乳過ぎるお姉ちゃんが禁断の近親相姦で中出し強要！（6月4日、Hunter）
- 素人奥様ナンパ 童貞君の包茎チ○ポをむいて洗ってあげてもらえませんか？久しぶりに見るギンギンチ○ポに発情！優しく筆おろしセックスしてくれました！（6月10日、アイエナジー）
- 性奴●からのオナニービデオレター 03（6月20日、SEX Agent/妄想族）
- 残業続きの兄貴の帰宅をいつも深夜まで待つ兄嫁と、欲望のままにヤリまくった兄貴が帰ってくるまでの8時間。2（7月2日、Hunter）
- 「おち○ちんの皮を剥いてちゃんと洗わなきゃダメだよ！」4ボクの事をいつまでも子供扱いする年の離れた姉がボクの包茎チ○ポの皮を剥いてちゃんと…（7月2日、Hunter）
- 夫婦交換スワッピング！「夫の見てる前で硬いチ○ポで激しくイカセて！」性欲盛んな奥様は他人棒で杭打ちされて絶頂しちゃうド変態（7月8日、SWITCH）
- 夫婦交換！夫の見てる前で他人棒でイキまくる奥様/みちるさん 愛花みちる（8月25日、ディレクターズ）
- 誘惑◆美容室special（9月3日、ドリームチケット）
- 誘惑美容室special 藤波さとりVer.（9月17日、ドリームチケット）
- 誘惑美容室special 愛花みちるVer.（9月17日、ドリームチケット）
- home-上原千明-（9月22日、SILK LABO）
- stars-上原千明-（9月29日、SILK LABO）
- ＃9 michiru another ver. 愛花みちる（10月20日、RING TREE）
- 一般男女モニタリングAV×マジックミラー便コラボ企画 一流百貨店の品格漂う美容部員さんが初めての潮吹き直後にデカチン挿入！恥じらいながらも人前でイキ潮を吹いてしまったBAオマ○コは戸惑う間もなくデカチン激ピストンで連続絶頂！イキ漏らしが止まらない！！（11月5日、ディープス）

- 「イキ過ぎて、もう壊れちゃう！」 激・肉欲不倫 極上娼婦の様なFカップ美人妻の特濃ご奉仕と痙攣絶頂 美丘さとみ 29歳（5月24日、オーロラプロジェクト）
- 恥辱の家庭訪問（7月26日、オーロラプロジェクト）
- ビッチなFカップおねえさんは黒人さんとハメ狂いたい 欲求不満穴にブッ刺される（8月27日、シャーク）
- 人妻の浮気心（9月6日、人妻援護会）
- 2泊3日の夫婦交換キャンプ No3（10月11日、ながえスタイル）
- 僕の上司は性欲が強すぎる（10月17日、ONE MORE）
- アソコに直穿きスポウェア女子 エクササイズで染みてくる欲情 エロ高揚感が抑えられない（10月22日、オイスター海運）
- 旦那直送貸し出し妻 マシュマロFカップ巨乳ドM妻（11月1日、パコパコ団とゆかいな仲間たち）
- 完全主観 感度抜群 乳首をビンビンに立たせた淫乱オンナの絶品おっぱい（11月8日、BAZOOKA）
- 禁断介護（11月15日、グローリークエスト）
- 同窓会の後は・・・（11月22日、タカラ映像）
- 覗く夫の前で身体を売らされた禁断の人妻援デリで激イキする妻 （12月8日、ヒビノ）
- 聖獣神グレートゲイザー 最弱ヒロインを狙え 狙いはゲイザーマーメイド（12月9日、ギガ）
- 完全生スワッピング No4（12月12日、ファーストスター）

- 旦那に言えない妻の性癖 義父に縛られ悦楽に酔う緊縛願望の若妻（2月9日、ヒビノ）
- 秘経穴破壊ドミネーション 火鷹舞（2月10日、ギガ）
- 大っ嫌いな義父の誘いを断りきれない、押しに弱い従順ドM妻（2月14日、マドンナ）
- 家事代行アナルを即クンニ 肛門クンニの虜になったデカ尻人妻が翌日勝手に押しかけてきたので匂い立つヒクヒク尻穴を舐めほじって中出ししてあげた（4月4日、ディープス）
- はだかの主婦 美丘さとみ 文京区在住(28)（4月20日、プラネットプラス）

- カメラの前でおしっこする女 5（11月26日、グローリークエスト）

### アダルトVR
- 密着素股デリヘル 愛花みちる（8月11日、ケイ・エム・プロデュース）
- 出張ヨガインストラクター密着生ハメセクササイズ 美咲かんな 愛花みちる（8月15日、ケイ・エム・プロデュース）
- 初めて温泉コンパニオンを呼んでみた！隣でエッチするイケイケな友達を羨ましそうに眺めていたらボク担当の子のエロスイッチがオン！「私たちもナマでヤっちゃう？」途中で友達が寝ちゃったので最後は残ったコンパニオン全員とハーレムSEXで中出し3連発！（11月24日、SODクリエイト）
- 固定バイブチャレンジVR。時間内にイカセられたら賞金GET！！（11月30日、ダスッ!）
- VR長尺 クラスの女子3人が無害だと思っている僕の家で勉強会、飽きてVRを見つけてエッチなVRの鑑賞会！没入しすぎてパンチラ見放題、触り放題！さらに本当に感じてきてしまいオナニーまで始め興奮しまくった3人とハーレム乱交パーティー！（12月29日、SODクリエイト）

- 濃厚レズキス 僕のチ○ポに気づかないほど夢中で舌を絡め合うふたり（1月12日、SODクリエイト）
- 休日なのに昼まで寝ているボクに彼女が大激怒！…でもこのあと滅茶苦茶セックスした。（2月9日、SODクリエイト）

- 再起不能になるまで追い込む過激モード 最悪コンビネーションで致命的に●すW窒息魔（11月27日、KMPVR-bibi-）
- まじめな巨乳家庭教師にAVを見せつけたら、嫌がるどころかAVに見入ってしまい徐々に興奮しだした！！さらにボクの勃起チ○ポに気づいて発情！！（12月4日、Hunter）

- 全部性欲のせいにして連撃的に痴女ってくる年上女性との生活 あの手この手で危険的に迫り続ける濃密フェロモン性交 愛花みちる（1月15日、ケイ・エム・プロデュース）
- パンツを嗅ぎながらJOIオナニー指導されるVR（1月21日、ケイ・エム・プロデュース）
- 【HQ超高画質】カップル専用ペアエステ！もしもマジックミラー内装になっていて婚約者の隣で痴女られちゃったら… 囁きと挑発でビンビン勃起してたら彼女もセラピストにレズられてる…！大興奮の逆4PSEXに発展しヌカれまくり中出し射精！（2月11日、プレミアム）
- 指咥えさせJOI＆窒息JOI 新たな性感帯で喉イキ誘発VR！！（3月8日、ケイ・エム・プロデュース）
- まんぐり系オナニーVR@Tバック（4月2日、ケイ・エム・プロデュース）
- いじめられっ子の僕とひかりちゃんがみんなの前でセックスをさせられたVR（4月2日、アタッカーズ）
- 口移しBEST 口から口へ…大量の粘液を含有した天使の雫（5月22日、ケイ・エム・プロデュース）
- SEX史上最強の密着感！真夏の300分対面座位SUPERBEST（7月2日、ケイ・エム・プロデュース）
- 彼女がいるのに2人きりになるとニヤニヤしながら密着ささやきボディタッチで積極誘惑してくる欲求不満お姉さん 岬ななみ（8月19日、アイデアポケット）
- 彼女の妹があざといノーブラ 確・信・犯・的Jcupポロリ！！ トラブル装った美乳見せつけ逆NTR誘惑VR 月野かすみ（10月20日、E-BODY）

### イメージビデオ
- Michiru 弾けて、完熟ボディ!（2017年9月7日、REbecca）

## テレビ
- 魚拓と成瀬のツキとスッポンぽん #184,#185（2018年3月11日,18日、パチ・スロ サイトセブンTV）